# Državna uprava u Hrvatskoj
Državna uprava zadužena je za neposrednu provedbu zakona, donošenje propisa za njihovu provedbu, obavljanje upravnog i inspekcijskog nadzora te druge upravne i stručne poslove. Poslove državne uprave obavljaju tijela državne uprave, a određeni poslovi državne uprave mogu se povjeriti i tijelima jedinica lokalne i područne (regionalne) samouprave ili drugim pravnim osobama koje na temelju zakona imaju javne ovlasti. 

## Tijela državne uprave
Tijela državne uprave u Republici Hrvatskoj su ministarstva i državne upravne organizacije:
- ministarstva:
  - Ministarstvo vanjskih i europskih poslova,
  - Ministarstvo unutarnjih poslova,
  - Ministarstvo obrane,
  - Ministarstvo financija,
  - Ministarstvo pravosuđa, uprave i digitalne transformacije,
  - Ministarstvo prostornog uređenja, graditeljstva i državne imovine,
  - Ministarstvo rada, mirovinskog sustava, obitelji i socijalne politike,
  - Ministarstvo demografije i useljeništva,
  - Ministarstvo kulture i medija,
  - Ministarstvo turizma i sporta,
  - Ministarstvo poljoprivrede, šumarstva i ribarstva,
  - Ministarstvo znanosti, obrazovanja i mladih,
  - Ministarstvo zaštite okoliša i zelene tranzicije,
  - Ministarstvo mora, prometa i infrastrukture,
  - Ministarstvo gospodarstva
  - Ministarstvo regionalnog razvoja i fondova Europske unije,
  - Ministarstvo hrvatskih branitelja,
  - Ministarstvo zdravstva.

- državne upravne organizacije:
  - Središnji državni ured za demografiju i mlade,
  - Središnji državni ured za razvoj digitalnog društva,
  - Središnji državni ured za središnju javnu nabavu,
  - Središnji državni ured za obnovu i stambeno zbrinjavanje,
  - Središnji državni ured za Hrvate izvan Republike Hrvatske,
  - Hrvatska vatrogasna zajednica,
  - Državni inspektorat,
  - Državna geodetska uprava,
  - Državni hidrometeorološki zavod,
  - Državni zavod za intelektualno vlasništvo,
  - Državni zavod za mjeriteljstvo,
  - Državni zavod za statistiku.
  - Državni zavod za radiološku i nuklearnu sigurnost.

## Povezni članci
- Vlada Republike Hrvatske

## Vanjske poveznice
- Stranice Vlade Republike Hrvatske
- Središnji državni portal